# Nye eventyr med Peter Plys
Nye eventyr med Peter Plys (Original titel: The New Adventures of Winnie the Pooh) er en amerikansk tegnefilmsserie produceret af Walt Disney Television. Serien blev vist i perioden 1988 til 1991 på tv-stationen ABC. Den er inspireret af A. A. Milnes historier om Peter Plys.

## Danske stemmer
- Peter Plys: John Hahn-Petersen
- Jakob: David Buus, Laus Høybye
- Tigerdyr: Torben Zeller
- Grisling: Lars Thiesgaard
- Ninka Ninus: Jens Zacho Böye
- Æsel: Nis Bank-Mikkelsen
- Betti: Marie Schjeldal
- Mejse: Marie Schjeldal
- Ugle: Nis Bank-Mikkelsen
- Max Muldvarp: Remi Lewerissa
- Kængu: Susanne Lundberg
- Kængubarn: Laus Høybye, Daniel T. Kellerman
- Mor: Pauline Rehné
- Torben: Esper Hagen

Titelsang sunget af: Ole Rasmus Møller